# Resolució 1995 del Consell de Seguretat de les Nacions Unides
La Resolució 1995 del Consell de Seguretat de les Nacions Unides fou adoptada per unanimitat el 6 de juliol de 2011. Després de recordar les resolucions 955 (1995), 1503 (2003) i 1534 (2003) sobre el Tribunal Penal Internacional per a Ruanda (TPIR), el Consell va permetre als jutges temporals al tribunal votar o presentar-se com a candidats en les eleccions a la presidència del TPIR.
La resolució es va adoptar en resposta a l'escassetat de personal al tribunal.

## Resolució

### Observacions
En el preàmbul de la resolució, el Consell de Seguretat va recordar la Resolució 1966 (2010) que va establir un Mecanisme residual internacional per als tribunals penals i va demanar al TPIR que completés tot el seu treball fins al 31 de desembre de 2014. Recordar a més que la branca del mecanisme relacionat amb el TPIR va començar a funcionar l'1 de juliol de 2012.
Mentrestant, els membres del Consell van reconèixer que quatre jutges permanents serien traslladats de la Cambra d'Apel·lacions i dos altres sortirien del tribunal, un cop finalitzats els seus casos. Hi havia inquietud respecte als nivells de personal al tribunal.

### Actes
Actuant sota el Capítol VII de la Carta de les Nacions Unides, el Consell va decidir permetre als jutges temporals al TPIR que votessin i es presentessin com a candidats en les eleccions a la presidència del tribunal. En aquest sentit, els jutges temporals elegits per la presidència tindrien els mateixos poders que els jutges permanents i, si fossin elegits vicepresidents, podrien exercir la funció de president quan ho requereixin. Això no afectaria l'estatus temporal del jutge.
La resolució donava al jutge Dennis Byron permís especial per treballar a temps parcial mentre participava en una altra ocupació judicial a partir de l'1 de setembre de 2011 fins al final del seu cas actual. El Consell va prendre nota de la intenció del tribunal de completar el cas abans de desembre de 2011 i va instar al president del TPIR a assegurar que el jutge Byron es mantingués imparcial i que no hi hagués conflicte d'interessos o retard en el cas.
La Resolució 1995 va reafirmar la importància del judici de totes les persones acusades pel TPIR i va demanar a tots els estats, en particular els de la regió dels Grans Llacs Africans, de cooperar amb el tribunal. En particular, es demanava la detenció de Félicien Kabuga, Augustin Bizimana, Protais Mpiranya i altres acusats.
Mentrestant, els membres del Consell van destacar la necessitat que el tribunal tingués un personal adequat per dur a terme el seu treball. Finalment, el Consell va elogiar els estats que havien conclòs acords amb l'execució de sentències de persones condemnades pel TPIR per complir les seves sentències als seus territoris i va instar els països que no havien acordat fer-ho.